# Міжнародна комісія зі страхових відшкодувань від Голокосту
Міжнародна комісія з питань страхових виплат часів Голокосту (ICHEIC) була створена Національною асоціацією страхових комісарів у серпні 1998 року з метою виявлення, врегулювання та виплати індивідуальних страхових відшкодувань часів Голокосту безкоштовно для заявників.
ICHEIC був створений у 1998 році після переговорів між представниками міжнародних єврейських організацій та організацій вцілілих, Держави Ізраїль, європейських страхових компаній та американських страхових регуляторів. Результатом переговорів став Меморандум про взаєморозуміння, підписаний 25 серпня 1998 року кількома європейськими страховими компаніями.
Ця організація очолила процес ухвалення законодавства в кількох штатах США, яке б передбачало компенсацію для таких жертв. Однак, Нью-Йорк, Каліфорнія і Флорида прийняли закони, що надають право на компенсацію жертвам ще до її створення. У Нью-Йорку сенатор Гай Велелла виступив спонсором такого закону, і були проведені слухання з фахівцями зі страхової археології, щоб довести, що жертвам було відмовлено в таких претензіях.
Міжнародна комісія зі страхових виплат часів Голокосту припинила приймати форми/заяви від тих, хто пережив Голокост, 31 березня 2004 року. Згідно з даними веб-сайту ICHEIC, всі вчасно подані заяви отримали остаточне рішення в рамках процесу ICHEIC до грудня 2006 року.

## Дивись також
- Клеймс Конференс
- Угода про репарації між Ізраїлем і Федеративною Республікою Німеччина
- Всесвітній єврейський конгрес

## Зовнішні посилання
- Веб-сайт ICHEIC
- Меморандум про взаєморозуміння («MOU»)
- Єврейська віртуальна бібліотека: Страхові вимоги часів Голокосту